# Neues Leben (polka)
Neues Leben, op. 278, är en polka-française av Johann Strauss den yngre. Den framfördes första gången den 27 september 1863 i Pavlovsk i Ryssland.

## Historia
När polkan framfördes första gången den 27 september i Pavlovsk utanför Sankt Petersburg hade den titeln Adieu-Polka, då det var Strauss sista konsert i Ryssland. Polkan publicerades också i Ryssland under den titeln men när Strauss skickade noterna till sin förläggare Carl Haslinger i Wien döpte den senare om verket till Neues Leben (Nytt liv). Det skulle visa sig vara en profetisk titel då polkan skulle bli det sista stycke som Haslinger förlade åt Strauss. De två blev osams om pengar och växelkurser. Till slut bröt förlaget det mångåriga samarbetet med Strauss. Haslinger hade hittat en ny lovande musiker, den 20-årige Carl Michael Ziehrer, som han föredrog att satsa pengar på genom all tänkbar uppbackning. Haslinger kontaktade dessutom alla de övriga musikförläggarna i Wien i förhoppning om att kunna bojkotta familjen Strauss och hindra dess musik från att spridas i tryck. Johann Strauss svarade med att låta registrera sig som musikförläggare. Haslinger hade missbedömt situationen när han trodde sig kunna vinna över bröderna Strauss. Johann Strauss hann inte ens sätta sin musikförläggarplan i verket förrän musikförlaget Spina erbjöd honom ett förmånligt kontrakt.
Den 20 november framförde Strauss sin Neues Leben i Redouten-Saal i Hofburg och tillägnade den hertig Ernst II av Sachsen-Coburg-Gotha som var en stor beundrare av Strauss musik. Som tack tilldelades Strauss Ernestinschen Hausorden. (Senare i livet skulle hertigens och Strauss vägar mötas på nytt: I samband med Strauss andra skilsmässa möjliggjorde hertigen Strauss äktenskap med sin tredje fru Adèle genom att tilldela Strauss medborgarskap i Coburg.)

## Om polkan
Speltiden är ca 2 minuter och 59 sekunder plus minus några sekunder beroende på dirigentens musikaliska tolkning.